# Melius non incipient, quam desinunt
 Melius non incipient, quam desinunt лат. (изговор:мелијус нон инципијент квам дезинунт). Боље је не започињати него стати на пола пута. (Сенека)

## Поријекло изреке
Изрекао у смјени старе у нову еру Римски књижевник, главни представник модерног, „новог стила“ у вријеме Неронове владавине.

## Значење
Боље је не започињати него стати.  Почето треба и завршити. Све друго је бесмислено.